# 105-мм пушка Шнейдера образца 1913 года
105-мм пушка Шнейдера образца 1913 года (фр. Canon de 105 mle 1913 Schneider или L 13 S) — французское орудие, применявшееся в ходе Первой мировой войны. По её окончании поставлялось на экспорт в Бельгию, Польшу, Югославию и Италию, где также производилась по лицензии и использовалась этими странами в ходе Второй мировой войны, так же как и Германией, использующей их в качестве трофейных орудий.

## История
В начале XX века французская компания Шнейдер получила контроль над русским Путиловским заводом. Среди проектов, создававшихся на заводе в тот момент, был проект 107-мм полевого орудия. На то время это был нестандартно большой калибр с огромными перспективами развития. Предполагалось, что орудие будет отличаться значительно большей дальнобойностью, чем существовавшие тогда аналогичные орудия и инженеры Шнейдера взялись за доводку проекта для российской армии. Получившееся в итоге орудие поступило на вооружение российской армии под названием «42-линейная пушка образца 1910 года», а французские инженеры, с согласия заказчика, решили предложить орудие и французской армии, обязуясь при этом уменьшить калибр до 105 мм.
Французские военные поначалу отнеслись к предложению довольно прохладно, поскольку считали, что, располагая орудиями калибра 75-мм, не нуждаются в более тяжёлых орудиях. Однако Шнейдер все же сумел продать своё изобретение и в 1913 году русская разработка поступила на вооружение Французской армии под индексом Canon de 105 modele 1913 Schneider, однако более широкую известность пушка приобрела под индексом L 13 S.
По сравнению со своим русским аналогом орудие имело более прочный (и тяжёлый) лафет, орудийный щит, ствол, состоящий из трубы и кожуха, и поршневой затвор. Противооткатные устройства, смонтированные на однобрусном лафете, включали независимые друг от друга гидравлический тормоз отката и гидропневматический накатник. Стрельба велась унитарными патронами весом 15,74 кг на дистанции до 12 000 метров. Скорострельность орудия составляла около 4 выстрелов в минуту. Орудие оснащалось деревянными колесами со стальными обручами и предназначалось для буксировки лошадьми со скоростью 10 км/ч. К орудию прилагался передок, размещавший 14 выстрелов.

## Первая мировая война
С началом Первой мировой войны орудие полностью доказало свою эффективность, особенно на контрасте с тем, что 75-мм орудия не могли в полной мере выполнить свои боевые задачи и полностью уничтожить защищённые цели. В связи с этим, в годы войны началось массовое производство пушки, с постепенным уклоном в большую сторону по сравнению с конкурентными системами меньшего калибра. Всего за время войны вооружённые силы Франции использовали около 1300 орудий.

## Экспорт

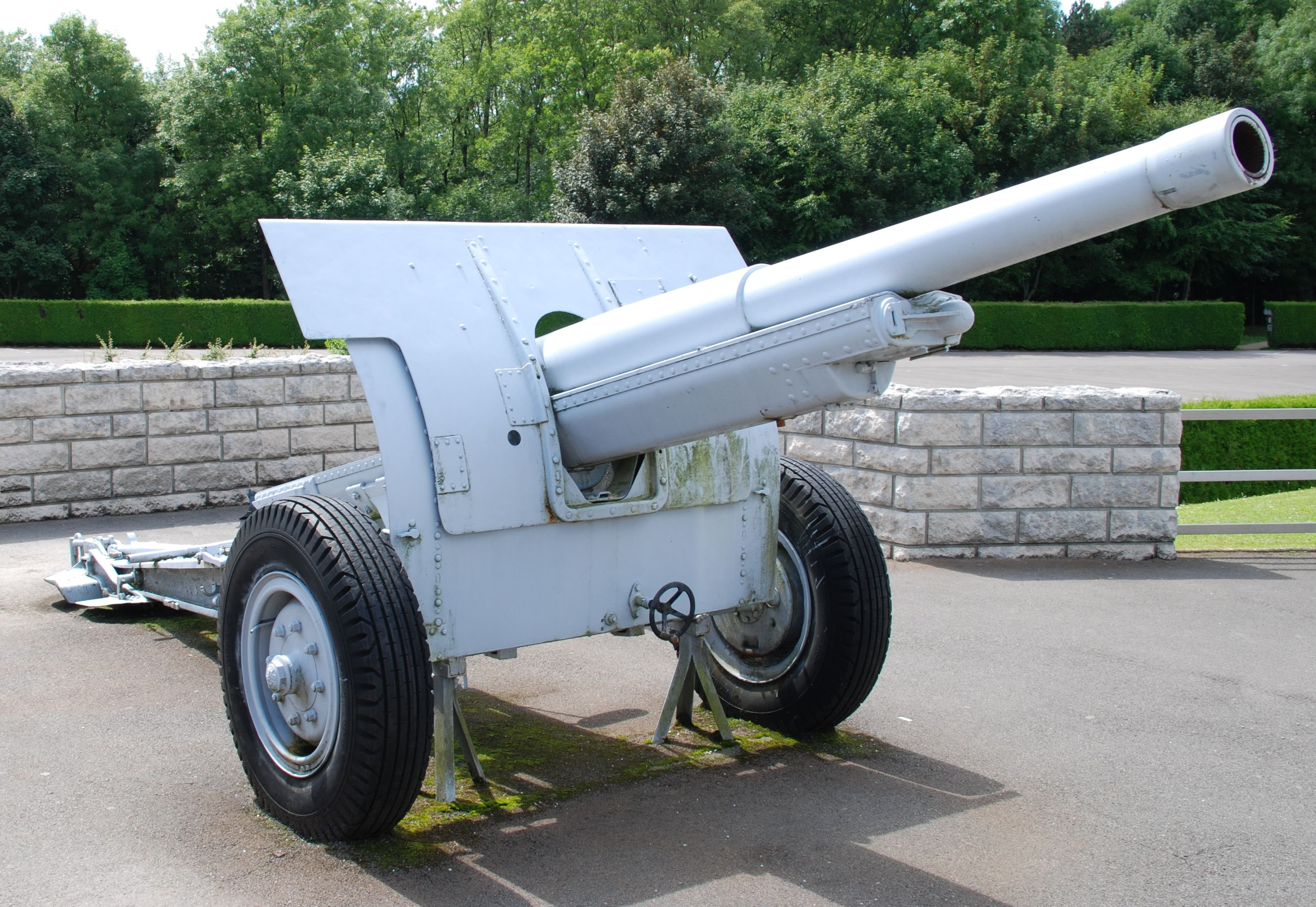
Пушка с модифицированными колёсами в Верденском мемориале

После окончания Первой мировой войны орудие стало широко экспортироваться. Оно поставлялось в Бельгию, Польшу, Югославию и Италию.

### Польша
На вооружении Польши, которая вскоре приобрела и лицензию на производство, орудие поступило под наименованием Armata 105 mm wz. 13 Schneider, а в 1930 году поляки изготовили модернизированный вариант орудия Armata 105 mm wz. 29 Schneider оснастив его раздвижными станинами, позволившими увеличить угол горизонтальной наводки. Орудия обеих моделей приняли участие во Второй мировой войне.

### Италия
В Италии орудие также было поставлено на производство, превратившись в итальянское орудие Cannone da 105/28 modello 1913, позже сокращённое в просто Cannone da 105/28 и оставалось одним из основных итальянских полевых орудий вплоть до сентября 1943 года, когда Италия вышла из войны.

### Финляндия
К началу Зимней войны французские пушки были поставлены и в Финляндию, где получили наименование 105 K/13. Всего Финляндии удалось купить 12 орудий и 20 000 снарядов к ним. Они прибыли в феврале 1940 года и были направлены в 9-й тяжёлый артиллерийский дивизион, где использовались в последние недели войны.
В «войне-продолжении», орудия были направлены в 28-й тяжёлый артиллерийский дивизион. Среди финских солдат орудие получило репутацию хорошего и надёжного.

## Вторая мировая война
В самой Франции орудия также оставались на вооружении к началу Второй мировой войны, к маю 1940 года — вторжению немцев во Францию их числилось 854 штук. В большинстве своём (около 700 штук), после окончания кампании они попали в руки немцев.
Помимо французских, в руки немцев попали и ранее экспортированные, а также произведённые за пределами Франции орудия из других стран. В вермахте они получили наименования:
- 10.5 cm K 331(f) — французские орудия
- 10.5 cm K 333(b) — орудия захваченные у Бельгии
- 10.5 cm K 338(i) — орудия захваченные у Италии
- 10.5 cm K 338(j) — орудия захваченные у Югославии
- 10.5 cm K 13(p) — польские немодернизированные орудия
- 10.5 cm K 29(p) — польские модернизированные орудия

Получив в итоге почти тысячу 105-мм пушек и огромное количество боеприпасов к ним, немцы установили эти орудия на позициях Атлантического вала для обороны северного побережья Франции. Уже в мае 1941 года на побережье одной Норвегии немцы располагали 74 четырёхорудийными батареями французских пушек и 11 батареями польских пушек. Ещё 20 батарей французских 105-мм пушек входили в состав Атлантического вала.
Немцы снимали 105-мм пушки с лафетов и устанавливали на поворотные платформы с бронированными щитами для защиты прислуги. В бетонных бункерах на побережье Франции и соседних стран оборудовали многочисленные ДОТы, в которых располагались трофейные орудия. L 13 S как нельзя лучше подходили для установки в дотах. После высадки союзников в июне 1944 года большинство дотов удалось обойти, а многие бункеры были захвачены практически без единого выстрела. В некоторых ДОТах пушки сохраняются до сих пор как музейные экспонаты.